# オックスフォード大学数学研究所

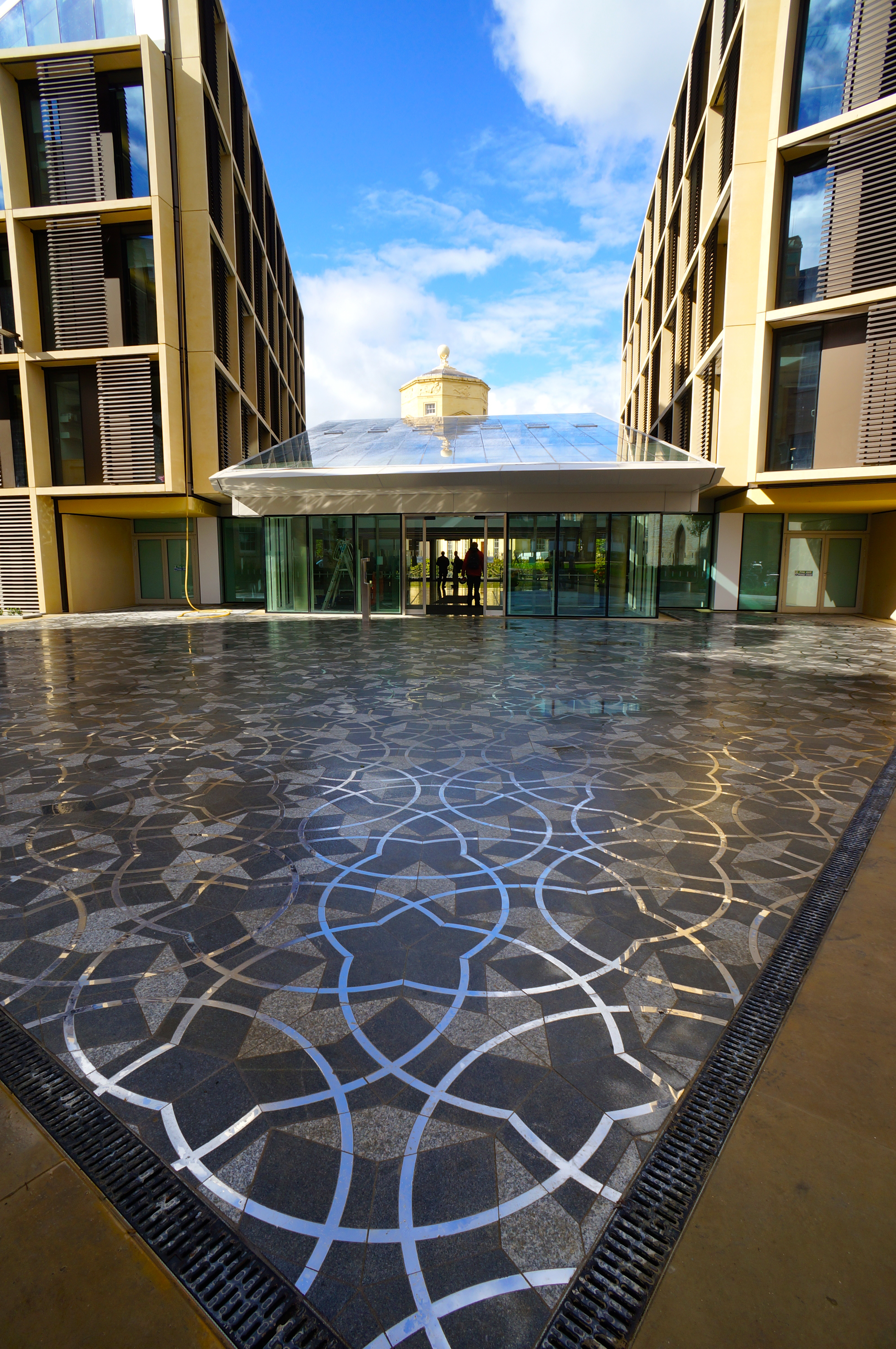
アンドリュー・ワイルズ・ビルディング

オックスフォード大学数学研究所（オックスフォードだいがくすうがくけんきゅうじょ、Mathematical Institute, University of Oxford）は、オックスフォード大学の数学科（Department）。Mathematical, Physical and Life Sciences Division所属。
純粋数学と応用数学の双方を研究している。

## 主な教授

### 純粋数学者
- アンドリュー・ワイルズ
- エウド・フルショフスキー
- ベン・グリーン

### 応用数学者
- ニック・トレフェセン
- マーカス・デュ・ソートイ

### その他の関係者
- ロジャー・ペンローズ
- マイケル・アティヤ